# Geremew Denboba
Geremew Denboba (amh. ገረመው ደንቦባ, ur. 15 grudnia 1932 w Addis Abebie, zm. 22 lutego 2023 tamże) – etiopski kolarz szosowy.

## Kariera
W 1956 roku brał udział w igrzyskach olimpijskich w Melbourne. Startował w wyścigu indywidualnym, w którym zajął 25. miejsce na 44 sklasyfikowanych zawodników (ogółem startowało ich 88). Trasę o długości 187,73 km przejechał w czasie 5:26:58 h (do zwycięzcy stracił niecałe 6 minut). W klasyfikacji drużynowej, Etiopia została sklasyfikowana na ostatnim dziewiątym miejscu.
Demboba uczestniczył także w igrzyskach olimpijskich w 1960 roku (Rzym). Startował w wyścigu indywidualnym, którego nie ukończył. Jechał jeszcze w drużynowej jeździe na czas, którą Etiopczycy z czasem 2:38:34,08 ukończyli na 28. miejscu (sklasyfikowano 30 ekip).
Po zakończeniu kariery kolarskiej został trenerem reprezentacji narodowej, z którą pojechał m.in. na Letnie Igrzyska Olimpijskie 1968 i Igrzyska Afrykańskie 1973.